# Oëlleville
Oëlleville é uma comuna francesa na região administrativa de Grande Leste, no departamento de Vosges. Estende-se por uma área de 10,08 km². Em 2010 a comuna tinha 313 habitantes (densidade: 31,1 hab./km²).